# Jonathan Lethem
Jonathan Allen Lethem (* 19. února 1964 New York) je americký spisovatel. Narodil se v Brooklynu do rodiny avantgardního malíře a politické aktivistky. V češtině mu vyšla kniha Sirotci z Brooklynu (Motherless Brooklyn), detektivní příběh, který v roce 1999 získal cenu National Book Critics Circle Award. Mezi jeho další knihy patří Gun, with Occasional Music, kniha která kombinuje prvky sci-fi a detektivního příběhu nebo The Fortress of Solitude. Lethem je znám také díky svým esejům a krátkým povídkám.

## Česky vyšlo
- Sirotci z Brooklynu, překlad Ivana Štěpánková, Praha, Štrob, Širc & Slovák, 2008, ISBN 978-80-903947-3-5